# Lustron
 (août 2023).

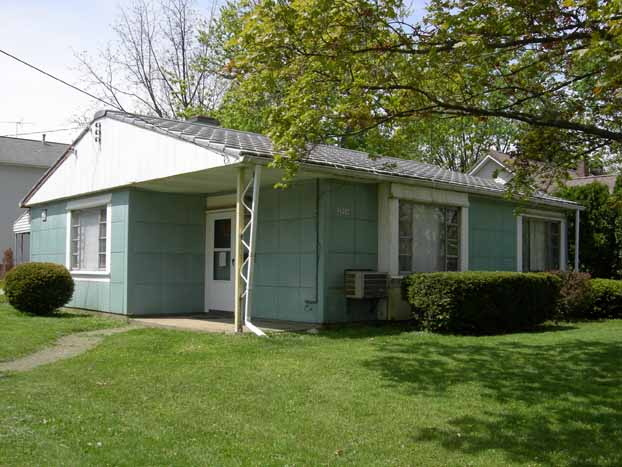
une maison Lustron, modèle Westchester Deluxe 2 chambres

Les maisons Lustron sont des maisons préfabriquées en acier émaillé. Ce type d'habitat fut développé par l'industriel et inventeur chicagolais Carl Strandlund (en) dans l'après-guerre, en raison de la pénurie de logements pour les anciens combattants.
La charpente, les finitions, les armoires et les meubles sont en tôle d'acier plié à froid, ce qui marque le début de l'aventure de l'acier plié à froid dans le bâtiment.

## Développement
En janvier 1947, la nouvellement formée Lustron Corporation reçut un prêt de 12,5 M$ (millions de dollars) de la Reconstruction Finance Corporation pour construire en masse des maisons préfabriquées en acier émaillé. Dirigée par Carl Strandlund, qui avait travaillé dans la fabrication de stations-service préfabriquées, Lustron promettait une maison qui « défierait la météo, l'usure et les années ».
De son usine à Columbus (une ancienne usine de guerre qui avait appartenu à la Curtiss-Wright, don de la Reconstruction Finance Corporation), Lustron construisit 2 498 maisons entre 1948 et 1950. Les maisons étaient vendues entre 8 500 et 9 500 $ en mars 1949 selon un article du Columbus Dispatch, soit 25% de moins qu'une maison ordinaire. Cependant, en novembre 1949, Lustron avait augmenté ses prix et le prix d'achat était monté à 10 500 $.
La plupart des maisons Lustron connues ont été construites dans 36 états des États-Unis, dont l'Alaska. Cependant, certaines ont été construites au Venezuela pour des familles d'employés de l'industrie pétrolière.
La maison Lustron fut pensée pour être produite en masse. Un système d'ossature en acier fut conçu. Il était composé de montants verticaux en tôle d'acier et d'un toit en treillis auquel tous les panneaux étaient attachés. Le concept de maison préfabriquée avait déjà été développé au début du siècle par des entreprises telles que The Aladdin Company, la Gordon–Van Tine Company Historic District (en) ou Montgomery Ward, mais avec du bois.
Après la Seconde Guerre mondiale, la demande en acier excédait l'offre, et le gouvernement américain contrôlait son allocation : ainsi, Wilson W. Wyatt (en) conseilla à Carl Strandlund d'abandonner la construction de stations-service et de se tourner vers celle de maisons pour pouvoir bénéficier d'acier.
L'usine Lustron disposait de lignes de convoyeurs automatisées et comprenait 11 fours d'émaillage. L'équipement de l'usine comprenait des presses pour les baignoires et les éviers. La presse à baignoire pouvait emboutir une baignoire en un seul tirage et pouvait produire 1 000 baignoires par jour à pleine capacité. Une maison complète comptait environ 3 300 pièces individuelles, qui pouvaient être chargées sur une seule remorque. Des camions livraient ensuite l'ensemble de la maison sur le site de construction.

## Modèles

### Comparaison des modèles
| [ 2 ]                                                    | Westchester Standard | Westchester Standard | Westchester Deluxe | Westchester Deluxe | Newport       | Newport   | Meadowbrook | Meadowbrook |
| -------------------------------------------------------- | -------------------- | -------------------- | ------------------ | ------------------ | ------------- | --------- | ----------- | ----------- |
| Nombre chambres                                          | 2                    | 3                    | 2                  | 3                  | 2             | 3         | 2           | 3           |
| Surface                                                  | 94,9 m2              | 106 m2               | 94,9 m2            | 106 m2             | 66,2 m2       | 94,9 m2   | 66,2 m2     | 89,3 m2     |
| Séparation entre la salle de séjour et la salle à manger | Oui                  | Oui                  | Oui                | Oui                | Non           | Non       | Non         | Non         |
| Chauffage                                                | Radiateur            | Radiateur            | Radiateur          | Radiateur          | Climatisation | Radiateur | Radiateur   | Radiateur   |
| China Pass-through Cuisine/salle à manger                | Non                  | Non                  | Oui                | Oui                | Non           | Non       | Non         | Non         |
| Baie vitrée                                              | Non                  | Non                  | Oui                | Oui                | Non           | Non       | Non         | Non         |
| Coiffeuse dans la chambre                                | Non                  | Non                  | Oui                | Oui                | Non           | Non       | Non         | Non         |
| Coiffeuse intégrée à la salle de bains                   | Non                  | Non                  | Oui                | Oui                | Non           | Non       | Non         | Non         |
| Type de toit                                             | Option               | Option               | Bardeau d'asphalte | Bardeau d'asphalte | Option        | Option    | Option      | Option      |

## Galerie

Intérieurs
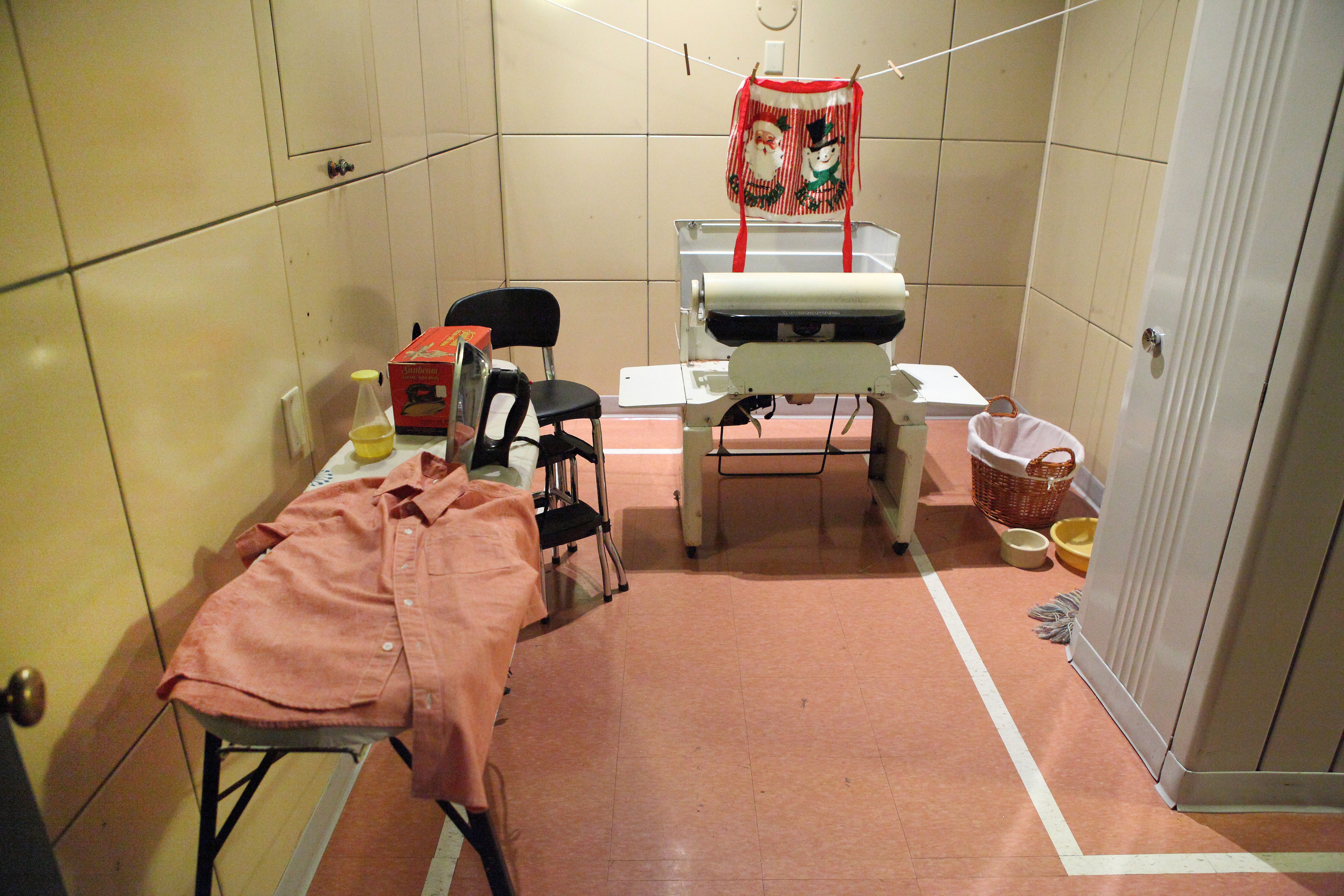
Laverie
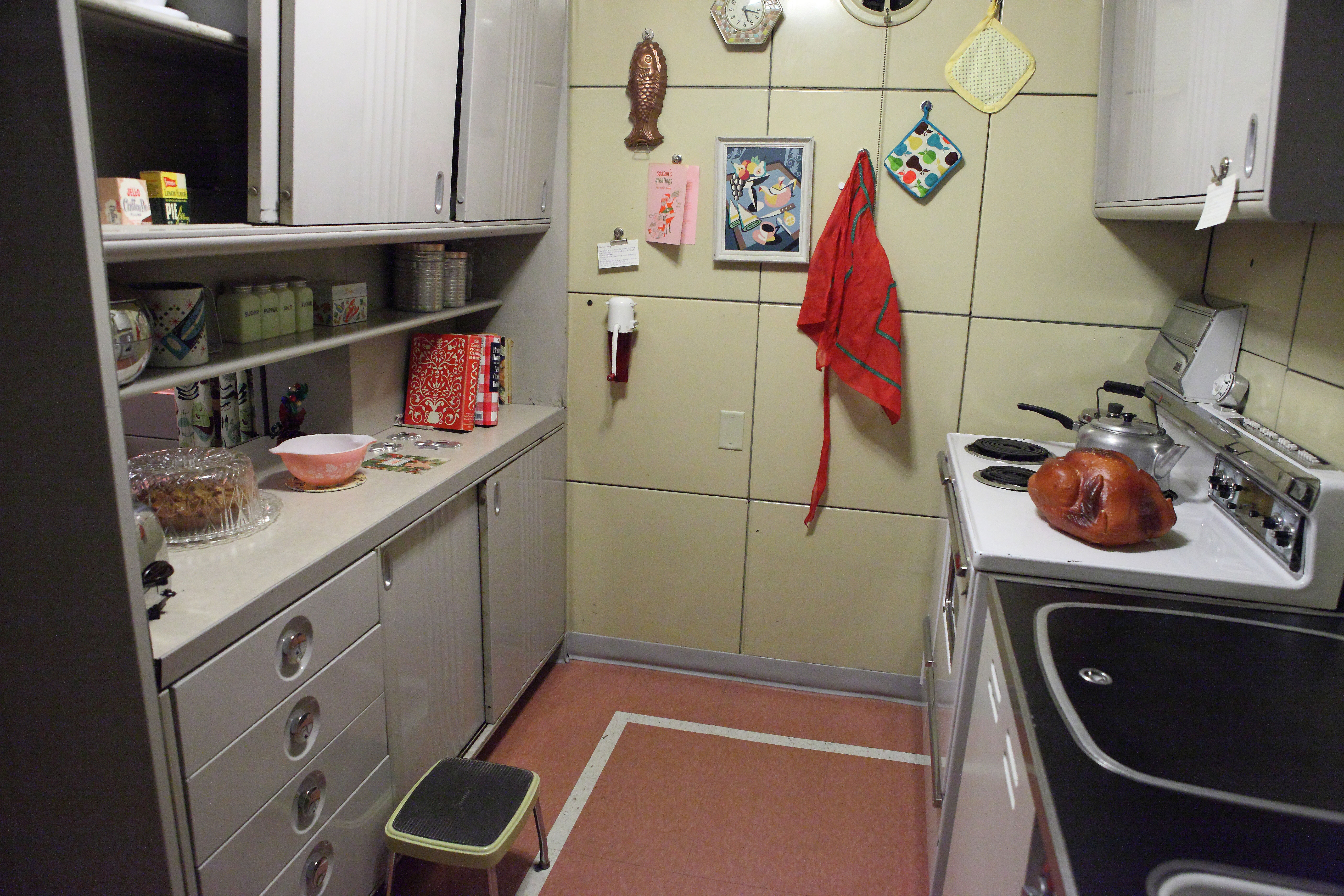
Cuisine
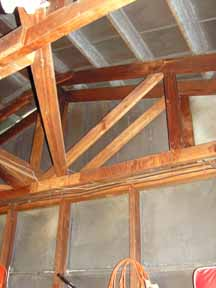
Garage avec une charpente en bois

Extérieurs
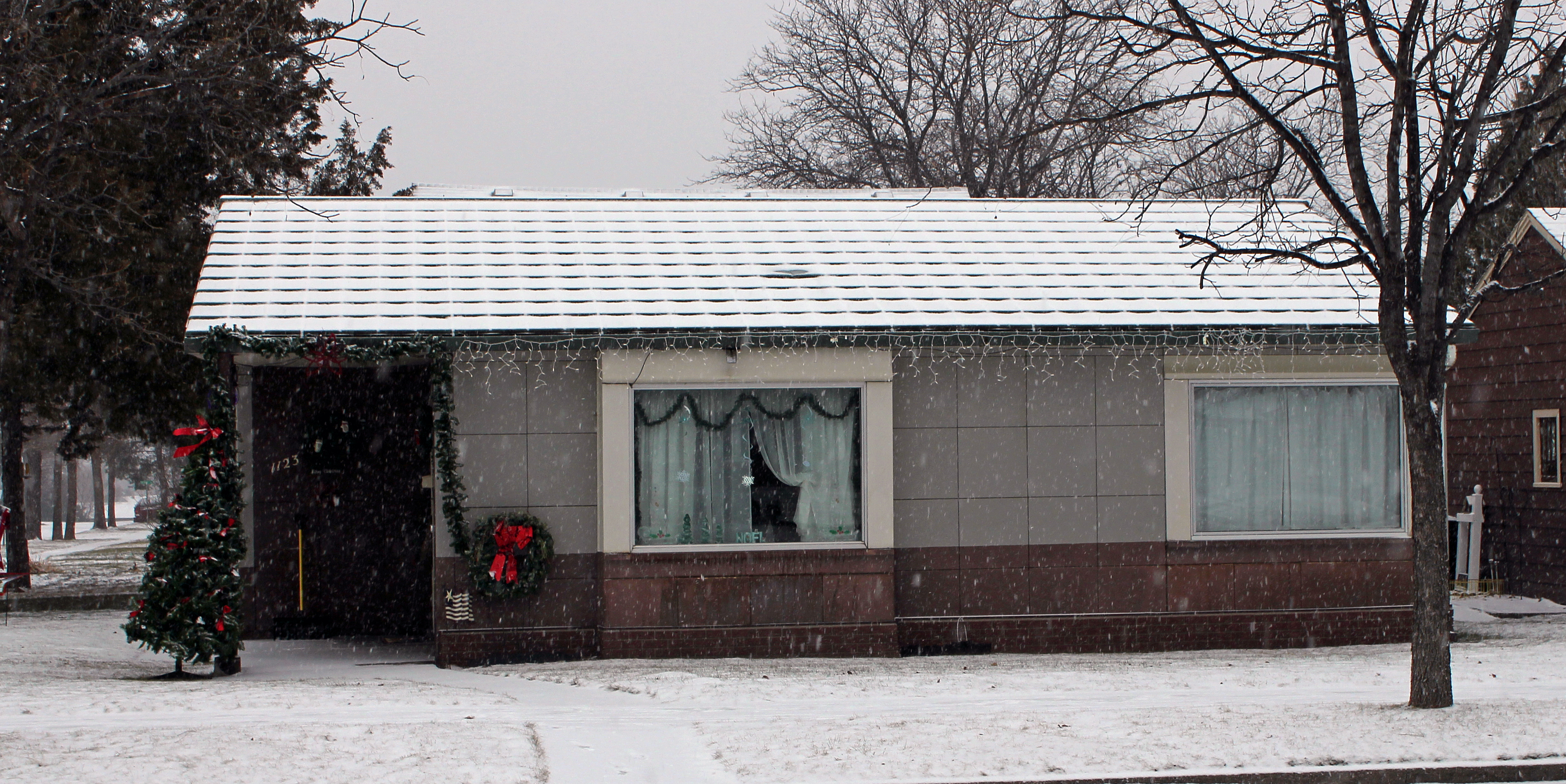
La Peter Hansen House (Pierre, South Dakota) (en), une maison classée
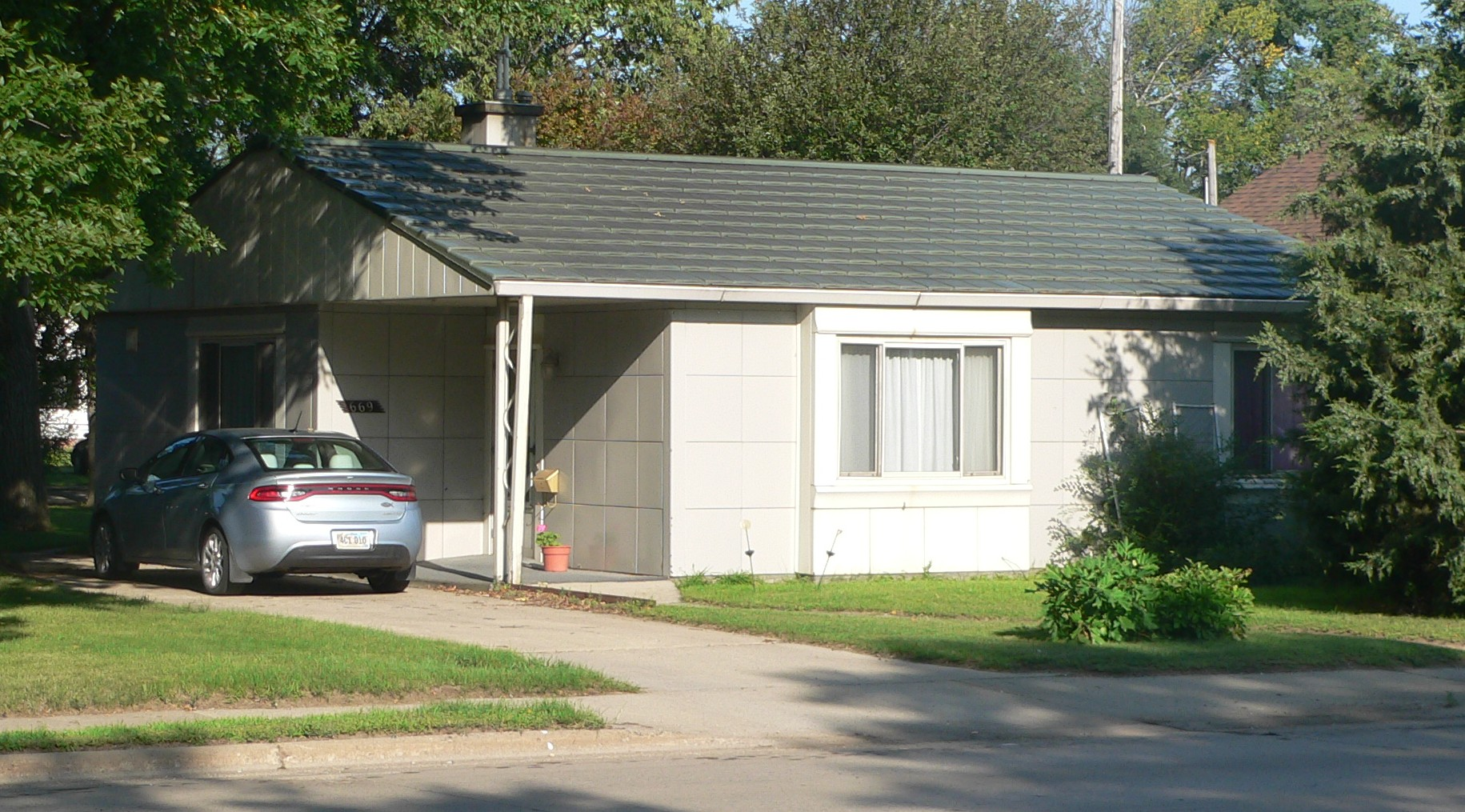
La Bowden-Saunders House, Huron
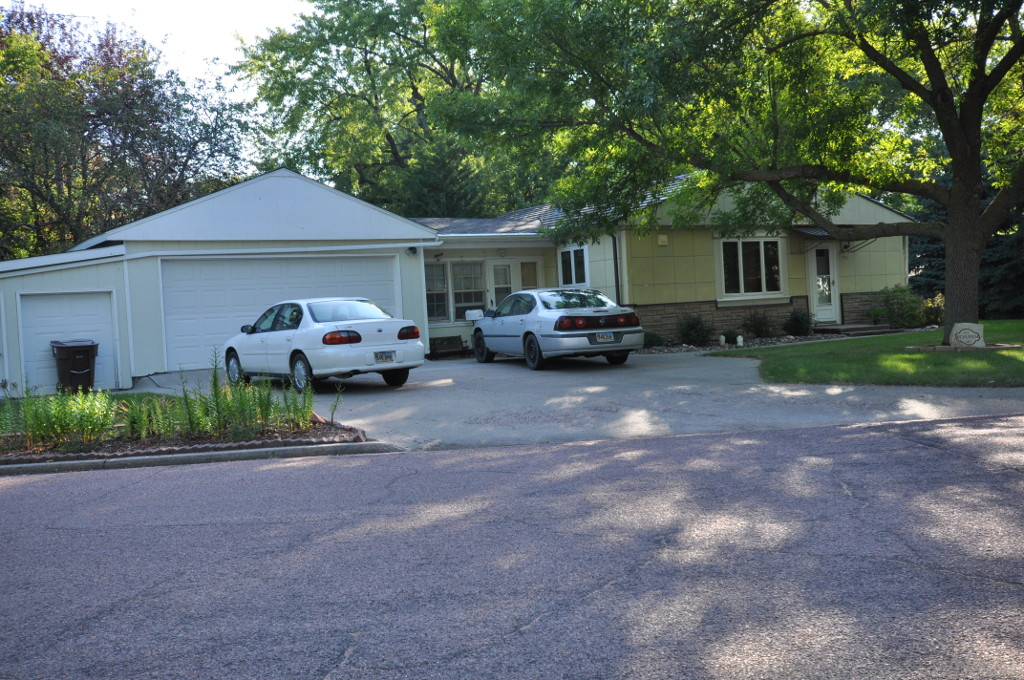
Le Mitchell Lustron Historic District, qui comporte 4 maisons Lustron
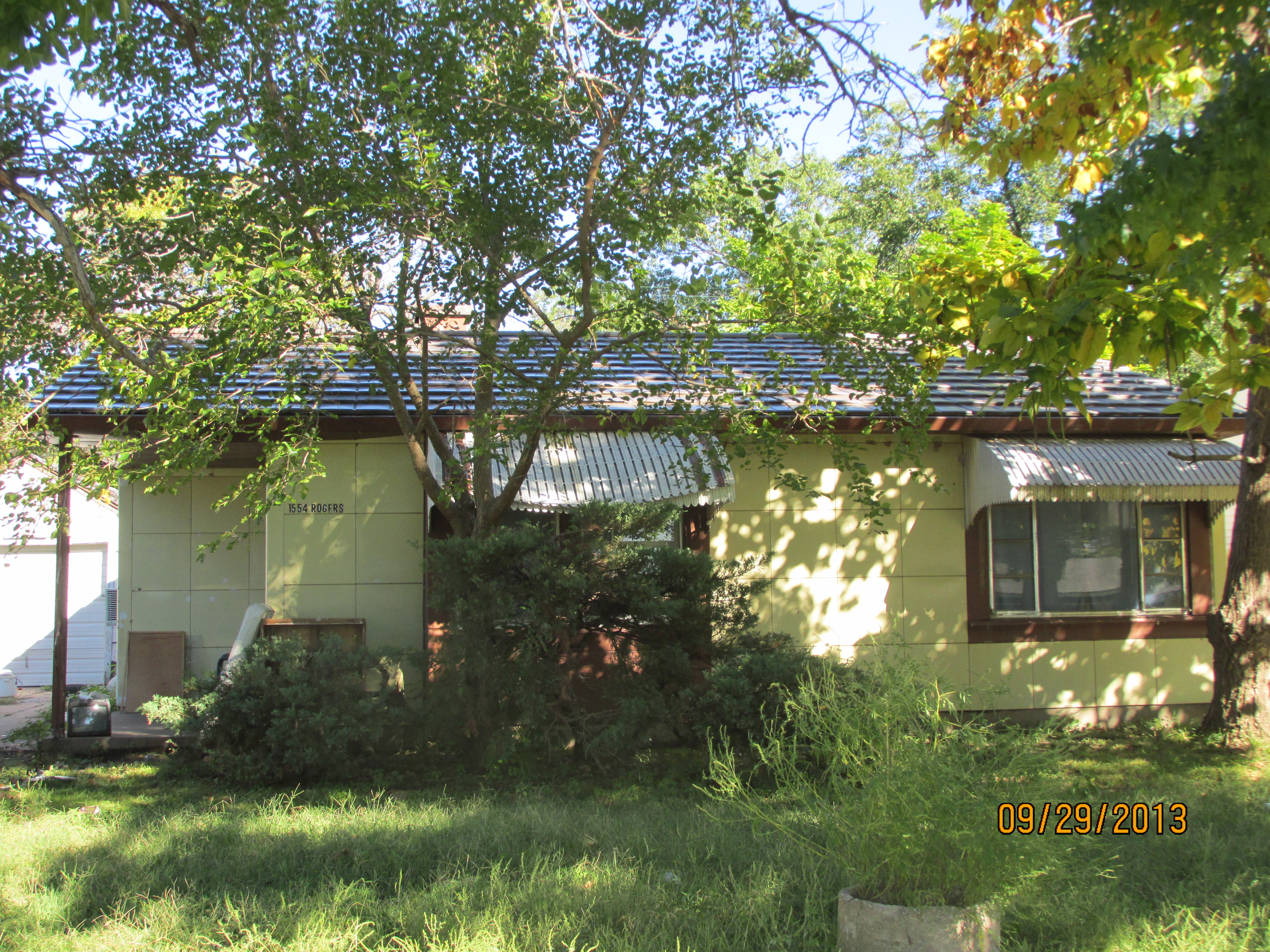
En Oklahoma
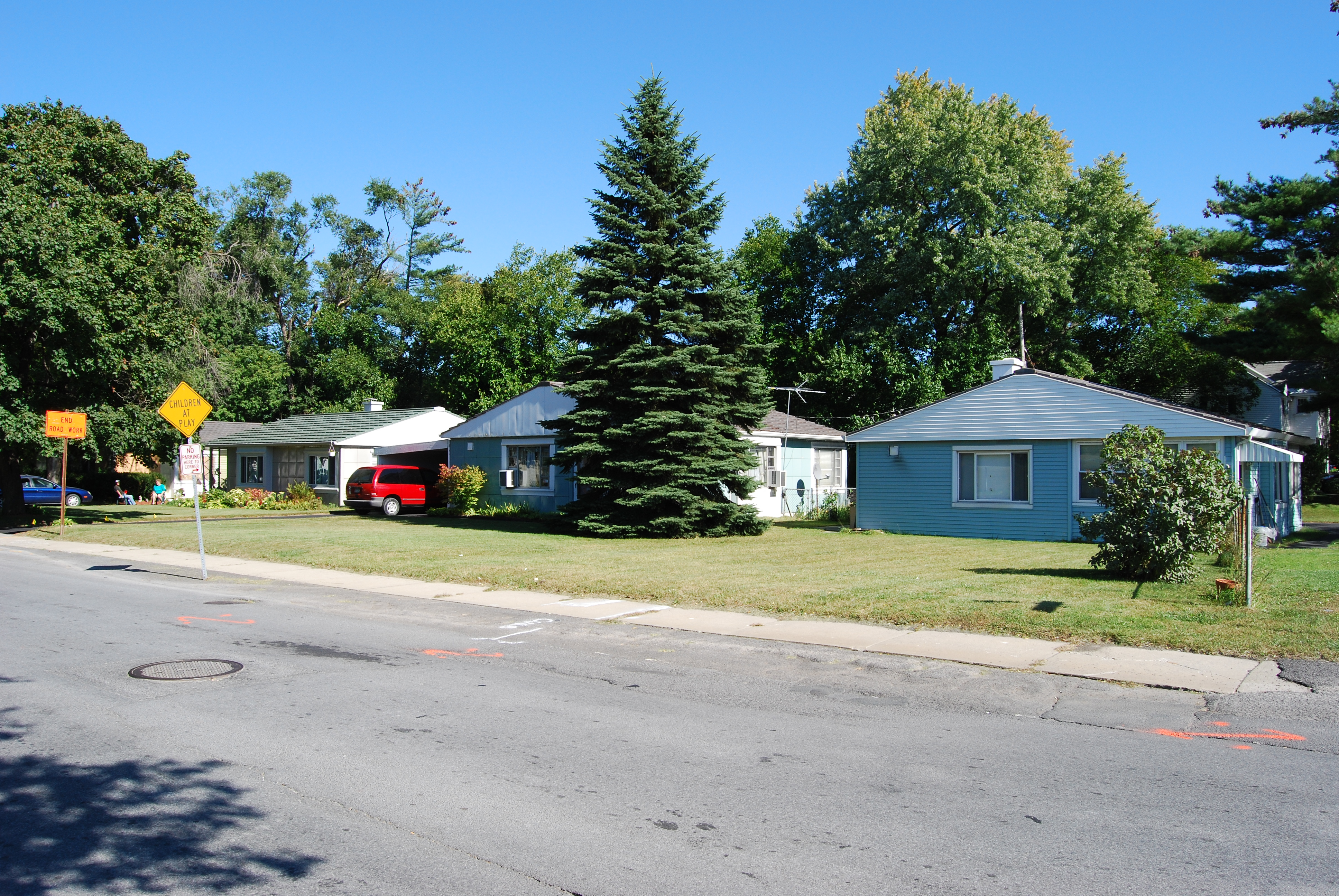
Maisons Lustron classées à Albany

## Postérité
Il existe encore[Quand ?] près de 2 000 maisons Lustron.